# Butch Patrick
Patrick Alan Lilley, mais conhecido como Butch Patrick (Los Angeles, 2 de agosto de 1953) é ator norte-americano. Seu papel mais marcante, pelo qual é lembrado foi como o menino-lobo Eddie Munster da série Os Monstros, apesar de ter aparecido em outras séries, como: Os Intocáveis, Gunsmoke, Jeannie é um Gênio, Daniel Boone, The Monkees e Lidsville. Atualmente mora nos Estados Unidos em Odessa, Flórida e participa de convenções e shows.

## Filmografia

### No cinema
| Ano  | Título                                          | Personagem          | Notas          |
| ---- | ----------------------------------------------- | ------------------- | -------------- |
| 1961 | The Two Little Bears                            | Billy Davis         |                |
| 1962 | Hand of Death                                   | Davey               |                |
| 1962 | Pressure Point                                  | —                   |                |
| 1963 | A Child Is Waiting                              | —                   |                |
| 1963 | Showdown                                        | Kid                 |                |
| 1964 | One Man's Way                                   | John Paele          |                |
| 1966 | Munster, Go Home!                               | Eddie Munster       |                |
| 1968 | The Young Loner                                 | Bumper              | Telefilme      |
| 1968 | The One and Only, Genuine, Original Family Band | Johnny              |                |
| 1969 | 80 Steps to Jonah                               | Brian Hofstadter    |                |
| 1970 | The Phantom Tollbooth                           | Milo                |                |
| 1971 | The Sandpit Generals                            | —                   |                |
| 1991 | Scary Movie                                     | Eddie               |                |
| 1995 | Here Come the Munsters                          | —                   | Telefilme      |
| 2000 | Magic Al and the Mind Factory                   | Sam the Sorcerer    | Video          |
| 2003 | Dickie Roberts: Former Child Star               | Ele mesmo           |                |
| 2005 | Frankenstein vs. the Creature from Blood Cove   | —                   |                |
| 2006 | Spaced Out                                      | Larry the Bartender | Video          |
| 2006 | Macabre Theatre Halloween Special               | —                   | Telefilme      |
| 2009 | Kitaro's Graveyard Gang                         | —                   |                |
| 2009 | It Came from Trafalgar                          | Roy Autry           |                |
| 2010 | Soupernatural                                   | —                   |                |
| 2010 | Eat Me                                          | Flipper             | Curta-metragem |
| 2011 | Kitaro's Graveyard Gang 2                       | —                   | Voz            |
| 2012 | Young Blood: Evil Intentions                    | —                   |                |
| 2015 | Bite School                                     | —                   |                |
| 2017 | Zombie Dream                                    | —                   |                |
| 2019 | I Am John 5                                     | —                   | Curta-metragem |

### Na televisão

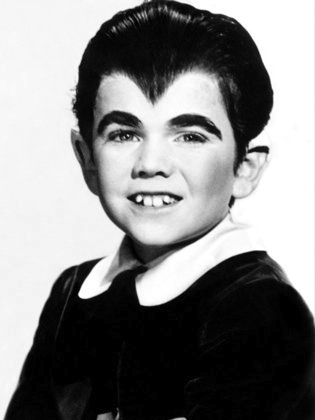
Butch Patrick no papel que ficou conhecido como Eddie na série Os Monstros (1964-1966).

| Ano       | Título                 | Personagem                               | Notas                                            |
| --------- | ---------------------- | ---------------------------------------- | ------------------------------------------------ |
| 1961      | The Detectives         | Bobby                                    | Episódio: The Legend of Jim Riva                 |
| 1962      | My Three Sons          | Gordon Dearing/Elmore Crocker/Little Boy | 9 episódios                                      |
| 1962      | Ben Casey              | —                                        | Episódio: A Pleasant Thing for the Eyes          |
| 1962      | Alcoa Premiere         | Wesley/Tommy                             | 2 episódios                                      |
| 1962      | The Untouchables       | Charlie                                  | Episódio: The Night They Shot Santa Claus        |
| 1963      | General Hospital       | Johnny Mercer                            | Episodio #1.1                                    |
| 1963      | The Real McCoys        | Greg Howard                              | 7 episódios                                      |
| 1963      | Death Valley Days      | Tommy                                    | Episódio: A Kingdom for a Horse                  |
| 1963      | My Favorite Martian    | Stevie                                   | Episódio: How to Be a Hero Without Really Trying |
| 1963      | Bonanza                | Jody Fletcher                            | Episódio: The Prime of Life                      |
| 1963-1964 | Mister Ed              | Stevie/Tommy Slater                      | 2 episódios                                      |
| 1964-1967 | Gunsmoke               | Tom John Spears/Runt                     | 2 episódios                                      |
| 1964-1987 | The Munsters           | Eddie Munster                            | 71 episódios                                     |
| 1964      | Rawhide                | Danny                                    | Episódio: Incident of the Pied Piper             |
| 1966-1967 | I Dream of Jeannie     | Richard                                  | 2 episódios                                      |
| 1966      | Pistols 'n' Petticoats | Chad Turner                              | Episódio: A Crooked Line                         |
| 1967      | The Monkees            | Melvin                                   | Episódio: The Christmas Show                     |
| 1968      | Disneyland             | Bumper/Frank Wilson                      | 4 episódios                                      |
| 1968      | Family Affair          | Frankie                                  | Episódio: By a Whisker                           |
| 1969-1970 | Adam-12                | Paul Foster/Tony Niccola                 | 2 episódios                                      |
| 1969      | Daniel Boone           | Black Cat Jack                           | Episódio: Copperhead Izzy                        |
| 1969      | Marcus Welby, M.D.     | Sailor Ballinger                         | Episódio: All Flags Flying                       |
| 1970      | Headmaster             | Ritchie                                  | Episódio: May I Turn On?                         |
| 1971-1972 | The Smith Family       | Gary                                     | 2 episódios                                      |
| 1971      | Lidsville              | Mark                                     | 17 episódios                                     |
| 1974      | Shazam!                | Jack                                     | Episódio: The Athlete                            |
| 1974      | Lucas Tanner           | Bill                                     | Episódio: By the Numbers                         |
| 1974      | Ironside               | Barney Parkos                            | Episódio: Act of Vengeance                       |
| 2002      | Macabre Theatre        | Eddie Munster                            | 5 episódios                                      |
| 2009      | Life's a Butch         | Butch                                    |                                                  |
| 2017      | Property Horrors       | —                                        |                                                  |
| 2019      | Knight's End           | Hayburns                                 | Episódio: Veritatis                              |